# Leptochiton quitoensis
Leptochiton quitoensis là một loài thực vật có hoa trong họ Amaryllidaceae. Loài này được (Herb.) Sealy mô tả khoa học đầu tiên năm 1937.